# ベーコンサンデー

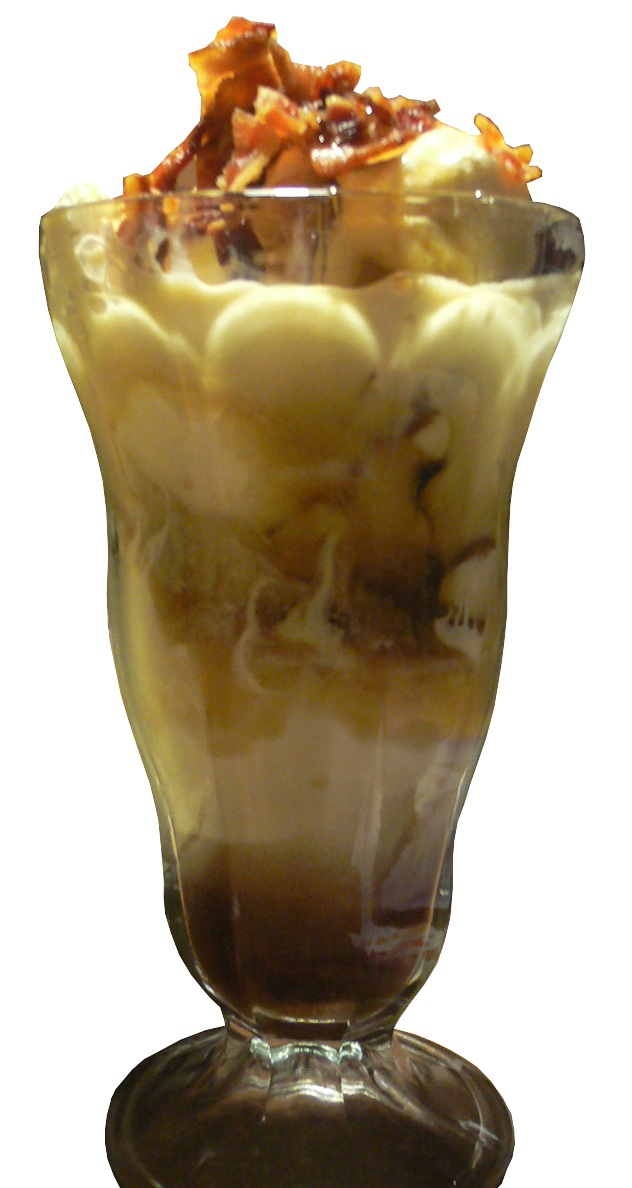
メープル・ベーコン・サンデー（デニーズ）

ベーコンサンデー（英語: bacon sundae）はサンデーにベーコンをトッピングしたデザート。
アメリカ合衆国のデニーズ、バーガーキングで販売されたことがある。

## デニーズ
2011年にアメリカ合衆国のファミリーレストランチェーンのデニーズでは「BACONALIA」と題したベーコン料理のフェアを開催した。
例えば、通常のBLTサンドイッチより3倍のベーコンが入っていることが容易に想像できる「BBBLT Sandwich」、ベーコンの比率がとても高いベーコンエッグの「Ultimate Bacon Breakfast」といったベーコン料理のメニューが展開された。その中の1つがパフェ用の容器にメープルシロップ、バニラアイス、そしてベーコンチップとで1段ずつ層を作る「メープル・ベーコン・サンデー（Maple Bacon Sundae）」である。
なお、アメリカのデニーズと日本のデニーズとの間でのライセンス契約は解除済であるため、日本のデニーズで本料理が販売される可能性は低いと考えられる。

## バーガーキング
アメリカ合衆国のバーガーキングでは2012年夏限定で「ベーコンサンデー」を全米展開した。
バニラのソフトクリームにキャラメルとチョコレートがトッピングされ、カリカリのベーコンが添えられる。
ベーコンサンデーはテネシー州で地域限定で販売したところ、好評だったため全米展開が決定した。
ベーコンサンデーのカロリーは510キロカロリー、脂肪は18グラム、糖分は61グラム。